# 马沉涧
马沉涧是一个位于中国安徽省明光市的湖泊，面积约为1.57平方千米，属于淮河区。它的一级流域为淮河流域，二级流域为淮河干流水系。